# Середнянська селищна територіальна громада
Середнянська селищна громада— територіальна громада в Україні, в Ужгородському районі Закарпатської області. Адміністративний центр— селище Середнє.
Утворена 12 червня 2020 року шляхом об'єднання Середнянської селищної, Дубрівської, Ірлявської, Киблярівської, Пацканівської і Худлівської сільських рад Ужгородського району.

## Населені пункти
У складі громади 1 селище (Середнє) і 14 сіл:
- с. Вовкове
- с. Дубрівка
- с. Ірлява
- с. Андріївка
- с. Чабанівка
- с. Киблярі
- с. Гайдош
- с. Лінці
- с. Пацканьово
- с. Худльово
- с. Анталовці
- с. Верхня Солотвина
- с. Ляхівці
- с. Чертіж